# Peña Lengua
Der Peña Lengua ist ein 912 m hoher Berggipfel in den Montes Obarenes im äußersten Nordwesten der autonomen Region La Rioja. Er überragt den ca. 780 m hoch gelegenen Ort Cellorigo.

## Besteigung
Der stark zerklüftete Kalkstein-Berg ist eher etwas für Kletterspezialisten. Es gibt jedoch mehrere von Cellorigo ausgehende Wanderwege, von denen einer – vorbei an den Überresten einer mittelalterlichen Burg (castillo) – zum Gipfel führt.

## Geschichte
Bis zur Gebietsreform des Jahres 1834 gehörte der Berg zur Provinz Burgos, also zur Region Kastilien-León.